# Lasthénie de Mantinée
Lasthénie, en grec ancien : Λασθενεία, est une philosophe grecque du IVe siècle av. J.-C., disciple de Platon.

## Notice historique
Originaire de Mantinée, elle suivit les cours de Platon, tout comme Axiothée de Phlionte déguisée en homme selon Dicéarque, survécut à son maître, et continua d'étudier à l'Académie de Platon sous Speusippe, dont elle devint l'amante. Athénée la dit arcadienne, et selon lui, Douris de Samos a raconté que le tyran de Sicile Denys II de Syracuse écrivit une lettre à Speusippe, dans laquelle, après avoir fulminé contre son penchant pour les délices, il stigmatisa son avarice et sa liaison coupable avec Lasthénie, une Arcadienne qui avait suivi les leçons de Platon.
Un fragment sur papyrus d'Oxyrhynque parle d'une femme disciple de Platon ; cette femme aurait été Lasthénie ou Axiothée. Le papyrus mentionne son jeune âge, sa beauté et sa « grâce naturelle » ; elle connut deux scholarques (Speusippe et Ménédème d'Érétrie) après la mort de Platon.
Thomas Stanley, dans son Histoire de la philosophie, la confond avec Abrotélie, une autre philosophe pythagoricienne citée par Jamblique.